# Capela real do Tesouro de San Gennaro

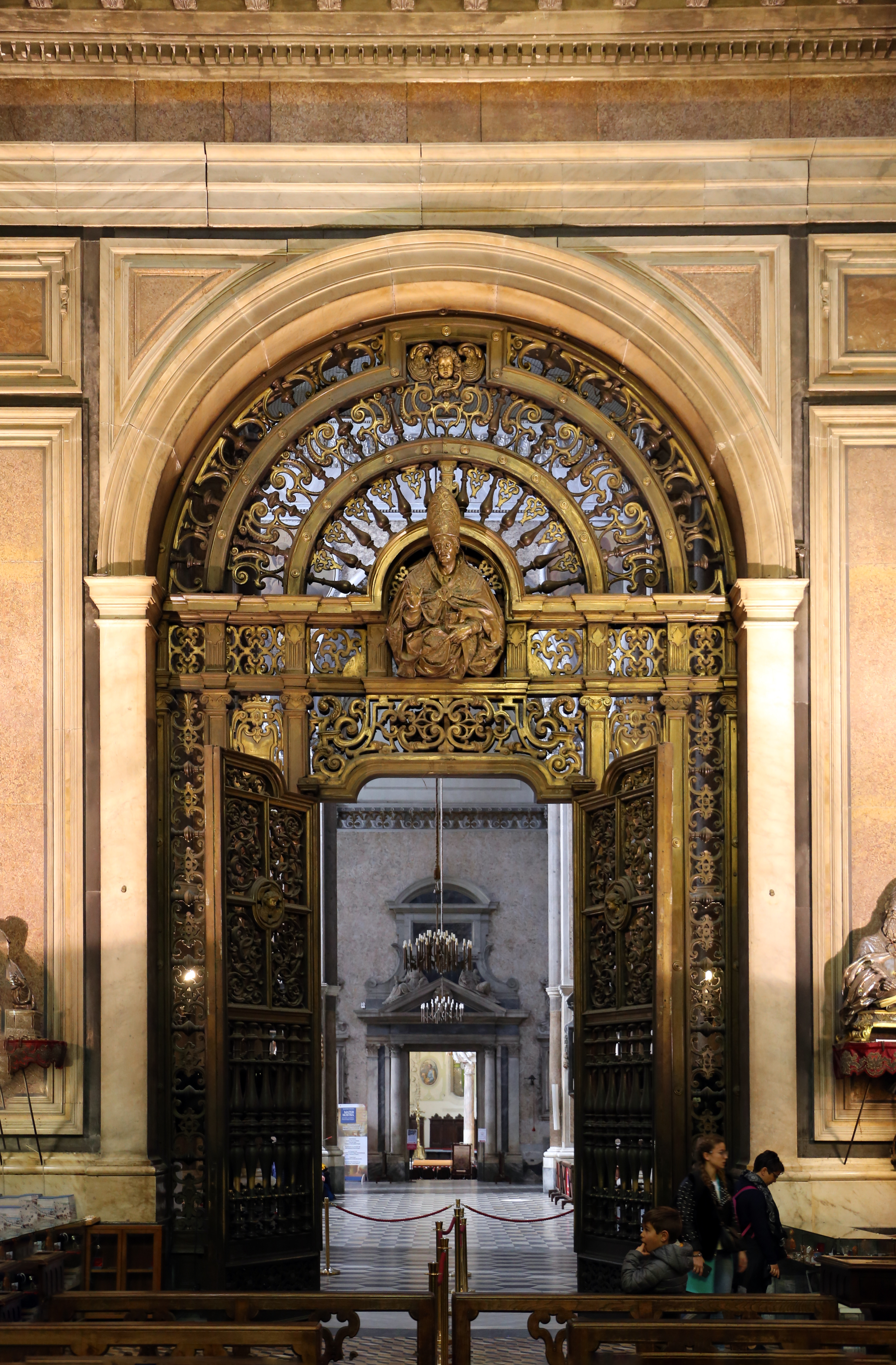
Entrada da capela pela Catedral de Nápoles; em primeiro plano está o monumental portão de Cosimo Fanzago

A Capela Real do Tesouro de San Gennaro é uma capela de arquitetura barroca na Catedral de Nápoles construída a mando dos napolitanos como um voto a San Gennaro.
Esta é uma das maiores expressões artísticas da cidade,quer pela concentração e prestígio das obras aí albergadas, quer pelo número de artistas de renome internacional que participaram na sua criação. As decorações pictóricas e os frescos do interior, executados principalmente por Domenichino e Lanfranco, fazem da capela o epicentro da pintura barroca emiliana em Nápoles.
Graças a várias bulas papais, a capela real não pertence à Cúria do Arcebispo, mas à cidade de Nápoles, representada por uma antiga instituição cívica, ainda hoje existente, a Deputação, e pelos Sedili di Napoli.
Desde 2003, algumas salas adjacentes à capela albergam o Museu do Tesouro de San Gennaro, que expõe ex-votos e donativos oferecidos ao santo ao longo de aproximadamente sete séculos por reis, papas e personalidades ilustres da aristocracia napolitana e europeia.

## História

### A Delegação do Tesouro
A construção da capela está relacionada com os anos difíceis que Nápoles durante a primeira metade do século XVI viveu, caracterizados por conflitos bélicos além-fronteiras e dentro da cidade, crises de pestilência e erupções vulcânicas.
Conflitos internos ocorreram por volta de 1527, quando o pretendente angevino, aproveitando a ausência do vice-rei de Nápoles, ocupado com as tropas de Carlos V, e a morte do seu tenente Andrea Carafa, conde de Santa Severina, tentou reconquistar o Reino de Nápoles desembarcando com os seus soldados em Gaeta e Salerno. Após estes acontecimentos, o general Lautrec, comandando os franceses, chegou às muralhas de Nápoles e cercou-a, impedindo o fornecimento de alimentos e, segundo alguns historiadores, entre os quais Pietro Giannone, envenenando também as águas que abasteciam a cidade. Isto provocou um ressurgimento da peste que já estava a dizimar os napolitanos, resultando em aproximadamente 250.000 mortes.
No mesmo período, o Vesúvio também contribuiu para devastar a cidade com uma erupção acompanhada por uma série de terramotos diários que a destruíram.
Após estes acontecimentos, o povo napolitano decidiu recorrer ao seu santo padroeiro e, a 13 de Janeiro de 1527, aniversário da translação dos ossos de San Gennaro de Montevergine para Nápoles, fizeram um voto de lhe erguer uma nova e mais bela capela no duomo, uma vez que a foi relegada para uma estreita torre posicionada à esquerda da entrada da catedral. O compromisso foi assumido solenemente e para dar ainda mais valor ao voto os napolitanos redigiram o documento, assinado pelos "eleitos da cidade", perante um notário, no altar-mor da catedral com um "instrumento público redigido pelo notário Vincenzo de Bossis".